# Pterocephalus laxus
Pterocephalus laxus je polugrm iz porodice kozokrvnica. Raste kao endem jedino u sjeveroistočnom Iraku.

## Sinonimi
- Coulterella Tiegh.